# 2012年ロンドンオリンピックのインド選手団
2012年ロンドンオリンピックのインド選手団（2012ねんロンドンオリンピックのインドせんしゅだん）は、2012年7月27日から8月12日にかけてイギリスの首都ロンドンで開催された2012年ロンドンオリンピックのインド選手団、およびその競技結果。

## 概要
今大会は銀メダル2個、銅メダル4個の合計6個のメダルを獲得した。

## メダル
| メダル | 選手名                 | 競技         | 種目                            |
| ------ | ---------------------- | ------------ | ------------------------------- |
| 銀     | スシル・クマール       | レスリング   | 男子フリースタイル66kg級        |
| 銀     | ビジャイ・クマール     | 射撃         | 男子25mラピッドファイアピストル |
| 銅     | メアリー・コム         | ボクシング   | 女子フライ級                    |
| 銅     | ヨゲシュワル・ドゥット | レスリング   | 男子フリースタイル60kg級        |
| 銅     | サイナ・ネワール       | バドミントン | 女子シングルス                  |
| 銅     | ガガン・ナランゲ       | 射撃         | 男子10mエアライフル             |